# Абдуллах ибн Умм Мактум
Абдулла́х ибн Кайс аль-Кураши, известный как Ибн Умм Мактум (араб. عبد الله بن أم مكتوم‎; VI век, Мекка — 636, Кадисия) — сподвижник пророка Мухаммада, двоюродный брат его жены Хадиджи, второй муэдзин в истории ислама после Биляля ибн Рабаха.

## Биография
Родился в Мекке, происходил из племени курайшитов. От рождения был слепым. Его отца звали Кайс ибн Зейд, а мать — Атика бинт Абдуллах, потом её стали называть Умм Мактум (мать слепого).
После начала пророческой миссии Мухаммеда, он одним из первых принял ислам. Его имя связано с ниспосланием пророку Мухаммаду аятов суры Абаса. Однажды Пророк пытался объяснить принципы ислама мекканской знати и в этот момент к нему подошёл Абдуллах с просьбой прочитать ему аяты из Корана. Пророк выразил своё неудовольствие этим, после чего были ниспосланы аяты: «Он нахмурился и отвернулся, потому что к нему подошёл слепой. Откуда тебе знать? Возможно, он бы очистился или помянул бы наставление, и поминание принесло бы ему пользу. Тому, кто решил, что он ни в чём не нуждается, ты уделяешь внимание, Что же будет тебе, если он не очистится? А того, кто приходит к тебе со рвением и страшится Аллаха, ты оставляешь без внимания».
За исповедание религии подвергся гонениям, из-за чего пришлось вместе с другими мусульманами совершить переселение в Медину.
Абдуллах был одним из лучших знатоков Корана. Вместе с Мусабом ибн Умайром проповедовал среди мединцев. Пророк Мухаммед назначил Абдуллаха и Биляля муэдзинами. Часто Биляль читал азан, а Абдуллах — призыв на молитву непосредственно перед намазом (икамат). В месяц Рамадан один из них призывал мусульман Медины принять пищу последний раз перед рассветом, а другой призывал начинать дневной пост.
Несмотря на слепоту, он участвовал в основных сражениях мусульман с многобожниками, оказывал воинам посильную помощь и был знаменосцем. Согласно преданию в отношении Абдуллаха было ниспослано уточнение в 95 аяте суры ан-Ниса (Женщины): «Те из верующих, которые отсиживаются дома, не испытывая тягот, не равны [по воздаянию Аллаха] тем, кто сражается во имя Аллаха, жертвуя своим имуществом и жизнью».
В 636 году участвовал в качестве знаменосца в битве при Кадиссии, где мусульманская армия разгромила персов. Во время сражения погибло большое количество мусульман, среди которых был Абдуллах ибн Умм Мактум.